# Ленс Гантер
Ланселот «Ленс» Гантер (англ. Lancelot «Lance» Hunter) — вигаданий персонаж з коміксів американського видавництва Marvel Comics. Дебютував у Captain Britain Weekly #19 (16 лютого 1977) та був створений письменником Гері Фрідріхом і художником Гербом Трімпом. Ленс є командором Військово-морських сил Великої Британії, що став директором організації У.Д.А.Р., перш ніж отримати звання комодора і голови Об'єднаного розвідувального комітету.
Нік Блад виконав роль цього персонажа у другому, третьому та п'ятому сезонах телесеріалу «Агенти Щ.И.Т.» (2013), що належить до кіновсесвіту Marvel.

## Історія публікацій
Придуманий Гері Фрідріхом і вперше намальований Гербом Трімпом, Ленс Гантер дебютував у Captain Britain Weekly #19, опублікованому 16 лютого 1977 року. Він був британцем і директором У.Д.А.Р., союзником Ніка Ф'юрі та його американського Щ.И.Т.. Гантер фігурував у наступних випусках цієї серії у 1977 році, проте згодом він зник зі сторінок коміксів на наступні 30 років. У 2007 році він повернувся у ван-шоті Civil War: Battle Damage Report.

## Вигадана біографія
Після затримання Тода Редкліффа, зрадника У.Д.А.Р., що таємно працював на Червоного Черепа, командир Ленс Гантер стає директором організації та особисто знайомиться з Ніком Ф'юрі. Агенти У.Д.А.Р. і Щ.И.Т. працювали разом, щоб відстежити діяльність нацистів Червоного Черепа. Потім з'ясувалося, що він викрав британського прем'єр-міністра Джеймса Каллагана і установив бомбу масового знищення над Лондоном, що повинна підірватись опівночі. Гантер, за допомогою Ф'юрі та відповідних супергероїв двох союзних держав, Капітана Британія і Капітана Америка, зупинив бомбу, яка була поміщена на хвилинну стрілку Біг-Бену і зашкодив планам Черепа.
Гантер допоміг Капітану Британія у захопленні лиходія Лорда Яструба і відвіз пораненого героя до штабу У.Д.А.Р., щоб той оговтався. Однак, тоді дух Капітана був викликаний Мерліном, де він бився з жахливим велетнем. Травми, отримані в цьому духовному царстві, перенеслись на його справжнє тіло. Гантер наказав лікарям продовжувати працювати над порятунком постраждалого героя. Коли Гантер нарешті визнав поразку біля ліжка з бездиханним тілом Капітана Британія, він раптово повернувся до реального світу і покинув базу.
Через певний час і розформування У.Д.А.Р. Ленс отримав звання комодора та був помічений з графинею Валентиною Аллеґро де Фонтейн, поки Алістер Стюарт брифінгував британців з надздібностями, згідно з Британським Актом реєстрації надлюдей. Під час вторгнення скруллів на Землю, керівник Об'єднаного розвідувального комітету виявився замаскованим скруллом, тому невдовзі підрозділ очолив Гантер.
Ленс Гантер погодився дати Європейському відділу Щ.И.Т. дозвіл прибрати уламки техніки після перемоги над Міс-Тех, оскільки MI-13 не вистачало ресурсів для виконання цього завдання. Він вважав, що MI-13 повністю ліквідована — коли про це дізнався Піт Віздом, то дуже розлютився.
Гантер з'явився як допоміжний персонаж у серії коміксів Mockingbird 2016 року, де був представлений як набагато молодший та енергійніший герой і мав любовні стосунки з Боббі Морс, відповідно до образу Ленса з телесеріалу «Агенти Щ.И.Т.».

## Сили та здібності
Ленс Гантер має багаторічну підготовку морських сил, досвідчено володіє зброєю і є кваліфікованим шпигуном, працюючи у британській розвідці.

## Альтернативні версії
В іншому всесвіті, названому Землею-22110 Гантер більш відомий як Стрілець. Він є членом Корпусу Капітанів Британія.

## Поза коміксів

Нік Блад у ролі Ленса Гантера на промо-фото другого сезону телесеріалу «Агенти Щ.И.Т.».

### Телесеріали
Ленс Гантер з'явився як постійний персонаж у другому сезоні американського телесеріалу «Агенти Щ.И.Т.», що є частиною кіновсесвіту Marvel, у виконанні актора Ніка Блада. Він дебютував у першому епізоді сезону «Тіні» як колишній військовий Спеціальної повітряної служби Великої Британії, що став найманим фрилансером та приєднався до відновлюваного Філом Колсоном Щ.И.Т., разом зі своєю старою знайомою Ізабель Гартлі. У наступній серії під назвою «Важка голова» Колсон формально приймає його агентом Щ.И.Т.. В епізоді «Курка у вовчому домі» до команди приєднується колишня дружина Гантера, Боббі Морс, що додає йому клопоту, проте після численних непорозумінь їм вдається помиритися. Ближче до кінця третього сезону Боббі й Ленс були вимушені покинути Щ.И.Т. через випадок у Сибіру, який майже не став причиною міжнародного інциденту з російськими високопосадовцями.
Він повертається у серії «Перемотка» п'ятого сезону, де, прикинувшись адвокатом, визволяє із в'язниці Лео Фітца та допомагає йому знайти спосіб повернути своїх друзів, яких викрали у майбутнє. У рамках цієї появи Ленс згадує про плани весілля з Боббі, які зірвались через напад ніндзя.
З виходом другого сезону повідомлялось, що Нік Блад і Едріанн Палікі зіграють Гантера й Боббі в окремому спін-офі. Проте його виробництво було призупинено на невизначений час, тому герої залишились постійними для третього сезону «Агентів Щ.И.Т.». Видання Variety оголошувало, що ABC замовила пілотний епізод проєкту під назвою «Найбільш розшукувані» (англ. Marvel's Most Wanted), але 12 травня 2016 року ABC заявили, що розробка серіалу припинена.
- Ленс Гантер [Архівовано 9 жовтня 2020 у Wayback Machine.] на Marvel Cinematic Universe, зовнішній вікі.